# Agostinho Ribeiro, bispo de Angra, Ceuta e Tânger
Agostinho Ribeiro, com o nome eclesiástico de Agostinho de São Gonçalo (Baía de Todos os Santos, bap. Sé Catedral da Baía, 4 de Março de 1564 — Lisboa, 12 de Agosto de 1621), foi o 10.º bispo de Angra, diocese que governou de 1614 a 1621. Foi também bispo de Ceuta Primaz da África e Administrador Apostólico de Valença e de Tânger. Foi o primeiro prelado e bispo nascido no Brasil e o primeiro baiano doutorado na Universidade de Coimbra.

## Biografia
D. Frei Agostinho de São Gonçalo Ribeiro nasceu na Bahia, mais novo de duas filhas e três filhos de António Ribeiro, capitão e governador dos índios de Santa Cruz de Itaparica, por nomeação do governador do Brasil Mem de Sá, que em 1561 era capitão em Ilhéus, sendo nomeado a 14 de Outubro de 1562 provedor-mor da fazenda real do Brasil e da alfândega da Baía, cuja propriedade levara em dote, e tomou o partido do governador do Brasil D. Duarte da Costa contra o bispo da Baía D. Pedro Fernandes Sardinha e devia ser irmão de D. Agostinho Ribeiro, também bispo de Angra e bispo de Lamego, nascido em Lisboa em 1483 e falecido em Xabregas a 27 de Março de 1554, que era filho de Martim Ribeiro, escrivão da Casa da Índia, e de sua mulher Maria de Carvalho (em 1591, seu filho Bernardo Ribeiro declarou que não conheceu seus avós paternos, mas que seu pai tinha irmãos em Viseu, os quais também não conhecia), e de sua mulher (Sé da Baía, Salvador, 5 de Novembro de 1556, sendo testemunha o governador do Brasil D. Duarte da Costa) Maria de Argollo, nascida em Lisboa cerca de 1534 e falecida na Baía a 11 de Fevereiro de 1602, ficando testamenteiro seu filho Bernardo Ribeiro e sendo sepultada em São Bento, que levou por dote a propriedade do ofício de provedor-mor da fazenda real do Brasil e da alfândega da Baía, filha de Rodrigo de Argollo, e de sua mulher Joana Barbosa, filha de Baltazar Lobo de Souza e de sua mulher (Joana) Barbosa e neta paterna de Diogo Lobo e de sua mulher Filipa de Souza, filha do 4.º Senhor de Baião de juro e herdade e de sua mulher.
Formou-se bacharel e mestre de artes pelo Colégio da Baía. Enveredando pela vida eclesiástica, formou-se como licenciado em 1593 e como doutorado em Teologia pela Faculdade de Teologia da Universidade de Coimbra. Em 1591, documenta-se no processo do irmão Bernardo Ribeiro como solteiro, estudante em Coimbra. Fixou-se em Lisboa, cidade onde ascendeu ao cargo de cónego magistral da Sé de Lisboa.
D. Frei Agostinho de São Gonçalo Ribeiro teve um papel relevante na obtenção de subsídios da Fazenda Real para a recuperação dos estragos causados nas igrejas e demais edifícios públicos da Horta por uma incursão de corsários ingleses que a 29 de Novembro de 1597 tomaram aquela vila.
A 27 de Agosto de 1603 foi feito bispo de Ceuta e de Tânger, partindo nesse ano para Ceuta, onde terá residido alguns anos. A 29 de Julho de 1613 foi confirmado bispo de Angra, sendo-lhe fixado por alvará do rei Filipe III de Espanha um ordenado de 1.200$000 réis, verba a pagar pelas feitorias de Angra e Ponta Delgada.
Foi considerado um orador eloquente e mui prático em todas as matérias políticas, chronicas dos reis e dos pontífices, temas com os quais arrebatava a assistência. Ficou célebre um sermão de três horas que pregou na Colegiada de Nossa Senhora da Conceição de Angra, ao qual assistiu Frei Diogo das Chagas, que dele dá notícia.
Teve grandes disputas com o poder temporal, chegando a ponto de numa disputa com Simão Fernandes Balieiro, Provedor dos Resíduos na Horta, lançar toda a ilha do Faial em interdito, desde sábado à noite, 31 de Janeiro de 1609 até Quinta-Feira seguinte, dia em que aquele saiu da ilha.
Durante o seu mandato, veio aos Açores e Madeira um visitador do Santo Ofício, o licenciado Francisco Cardoso, que apenas esteve na ilha de São Miguel, enviando às restantes ilhas, como delegado, o padre Francisco Vicente, reitor do Colégio dos Jesuítas de Angra.
Em 1621, ano do seu falecimento, D. Agostinho Ribeiro nomeou visitador geral da Diocese de Angra o licenciado Gonçalo Godinho de Vasconcelos, vigário e ouvidor em Santa Cruz da Graciosa. Faleceu em Lisboa, a 12 de Agosto de 1621, sem testamento, e foi sepultado na capela-mor da Sé Catedral de Angra.